# فيلا نوا د فاماليساو
فيلا نوا د فاماليساو (بالبرتغالية: Vila Nova de Famalicão‏) هي city of Portugal تقع في البرتغال في فيلا نوا د فاماليساو.[بحاجة لمصدر] يقدر عدد سكانها بـ 133,832 نسمة .

## أعلام
- تياجو ماتشادو
- توماس بيريرا
- كويم
- باولو أوليفيرا
- أوكرا